# Maloja Palace

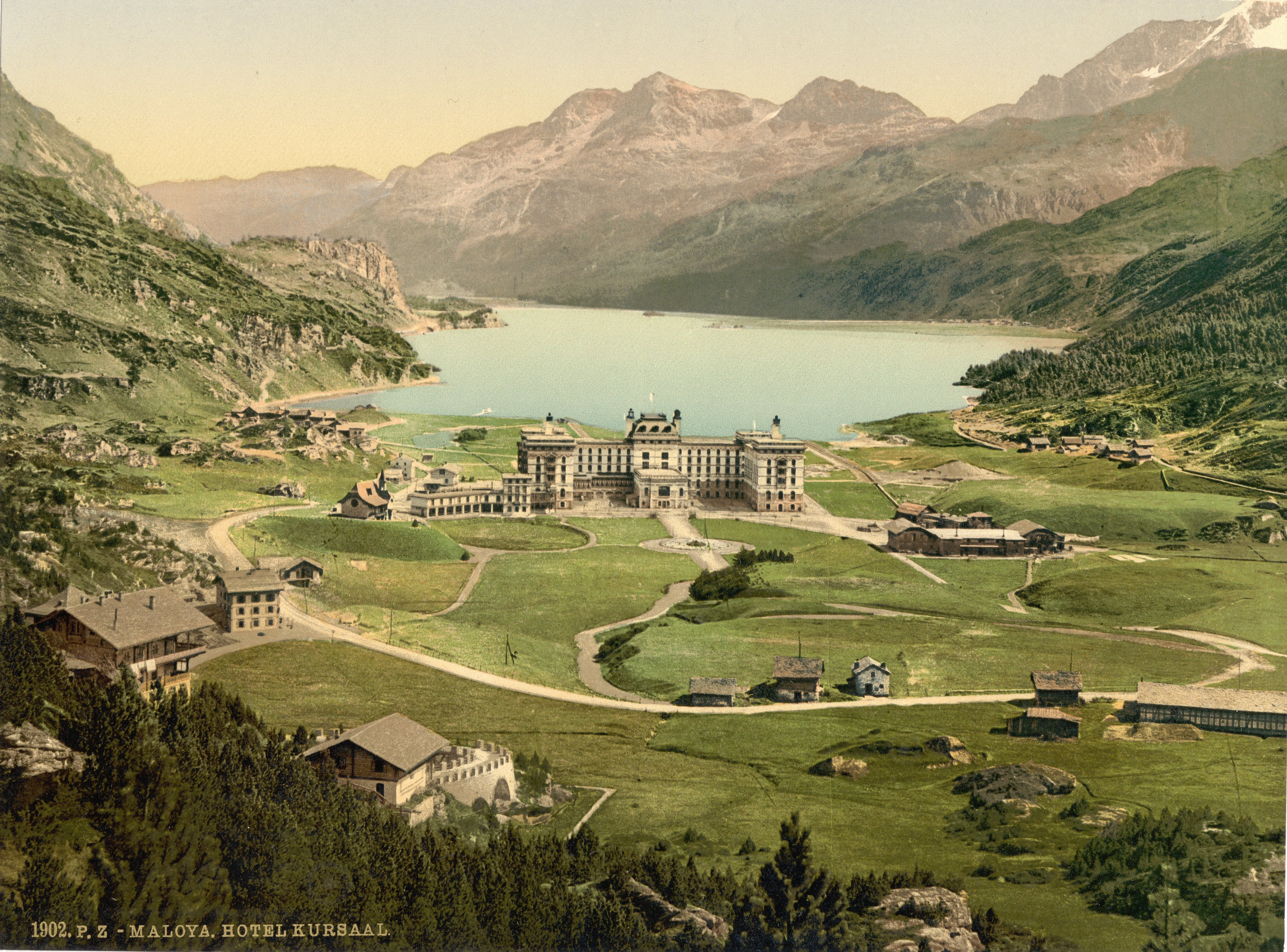
Maloja Palace (1900)

Het Maloja Palace is een hotel in Maloja in Zwitserland dat oorspronkelijk werd gebouwd als luxehotel door de Belgische architect Jules Rau tussen 1882 en 1884. Het hotel werd op 1 juli 1884 geopend maar moest reeds na vijf maanden het faillissement aanvragen. 
De eerste hotelketen ter wereld, de Compagnie Internationale des Grands Hôtels (CIGH), baatte nadien het hotel uit tussen 1895 en 1900. Het doel van deze exploitatie was toeristen onder te brengen die met de Compagnie Internationale des Wagons-Lits (CIWL) (het moederbedrijf van de CIGH) naar het Engadin reisden. Onder beheer van verschillende eigenaars was het nog tot 1934 in gebruik. 
Vanaf 1934 tot 1962 werd het gebouw gebruikt als cursuscentrum voor het Zwitserse leger. In 1962 werd het overgenomen door de Christelijke Mutualiteit uit België, die het gebruikte als vakantiecentrum. In 2006 werd het gebouw verkocht aan een hotelexploitant en sedert 2009 zijn er weer 50 kamers in gebruik als luxehotel.

## Weblinks
- Officiële webpagina

- Virtual International Authority File: 244730803